# Весніни (Калузька область)
Весніни (рос. Веснины) — село в Ульяновському районі Калузької області Російської Федерації.
Населення становить 7 осіб. Входить до складу муніципального утворення Присілок Мелихово.

## Історія
Від 2004 року входить до складу муніципального утворення Присілок Мелихово

## Населення
| 2002 | 2010 |
| ---- | ---- |
| 19   | ↘7   |